# 原口真英
原口 真英（はらぐち まさひで、1982年6月7日 - ）は、神奈川県海老名市出身のプロバスケットボール選手である。ポジションはスモールフォワード。190cm、80kg。

## 来歴
大谷中学校在籍時の13歳の時にバスケットボールを始める。
世田谷学園高校から東京農業大学を経て、新潟アルビレックスBB-A2に入団。2006年、A1昇格。
2007年、新規参入のライジング福岡にチームトライアウトで移籍。2008年、主将に就任。
2009年9月、高松ファイブアローズに入団。2009年12月、契約満了により退団した。
2011年9月、埼玉ブロンコスと契約して2シーズンぶりにbjリーグに復帰。2011-12シーズンは自己最多の50試合に出場。2012-13シーズンは49試合に出場し、1試合平均6.5得点、3ポイントシュート成功率は41.3パーセントを記録してリーグ7位にランクイン。2013-14シーズンも主力として49試合に出場した後、退団。

## 経歴
- 海老名市立大谷中学校 - 世田谷学園高 - 東京農業大学 - 新潟アルビレックスBB-A2 - 新潟（2006年〜2007年） - 福岡（2007年〜2009年） - 高松（2009年） - 埼玉（2011年〜2014年）

## 記録
| シーズン         | チーム | GP | GS | MPG  | FG%  | 3P%  | FT%   | RPG | APG | SPG | BPG | TO  | PPG |
| ---------------- | ------ | -- | -- | ---- | ---- | ---- | ----- | --- | --- | --- | --- | --- | --- |
| bjリーグ 2006-07 | 新潟   | 6  | 0  | 2.2  | .444 | .500 | 1.000 | 0.3 | 0   | 0.2 | 0   | 0.3 | 1.8 |
| bjリーグ 2007-08 | 福岡   | 35 | 9  | 9.3  | .289 | .125 | .947  | 0.7 | 0.2 | 0.3 | 0   | 0.3 | 2.0 |
| bjリーグ 2008-09 | 福岡   | 39 | 6  | 10.0 | .282 | .286 | .684  | 0.9 | 0.3 | 0.3 | 0   | 0.4 | 2.4 |
| bjリーグ 2009-10 | 高松   | 8  | 0  | 4.9  | .222 | .200 | .429  | 1.0 | 0   | 0.3 | 0   | 0.3 | 1.0 |
| bjリーグ 2011-12 | 埼玉   | 50 | 5  | 15.8 | .373 | .311 | .683  | 1.8 | 0.3 | 0.6 | 0   | 0.5 | 3.1 |
| bjリーグ 2012-13 | 埼玉   | 49 | 43 | 23.0 | .386 | .413 | .717  | 2.9 | 0.7 | 0.8 | 0.0 | 0.7 | 6.5 |
| bjリーグ 2013-14 | 埼玉   | 49 | 40 | 21.5 | .349 | .319 | .680  | 1.6 | 0.8 | 0.7 | 0.0 | 0.9 | 5.1 |